# Brigade de sapeurs-pompiers de Paris

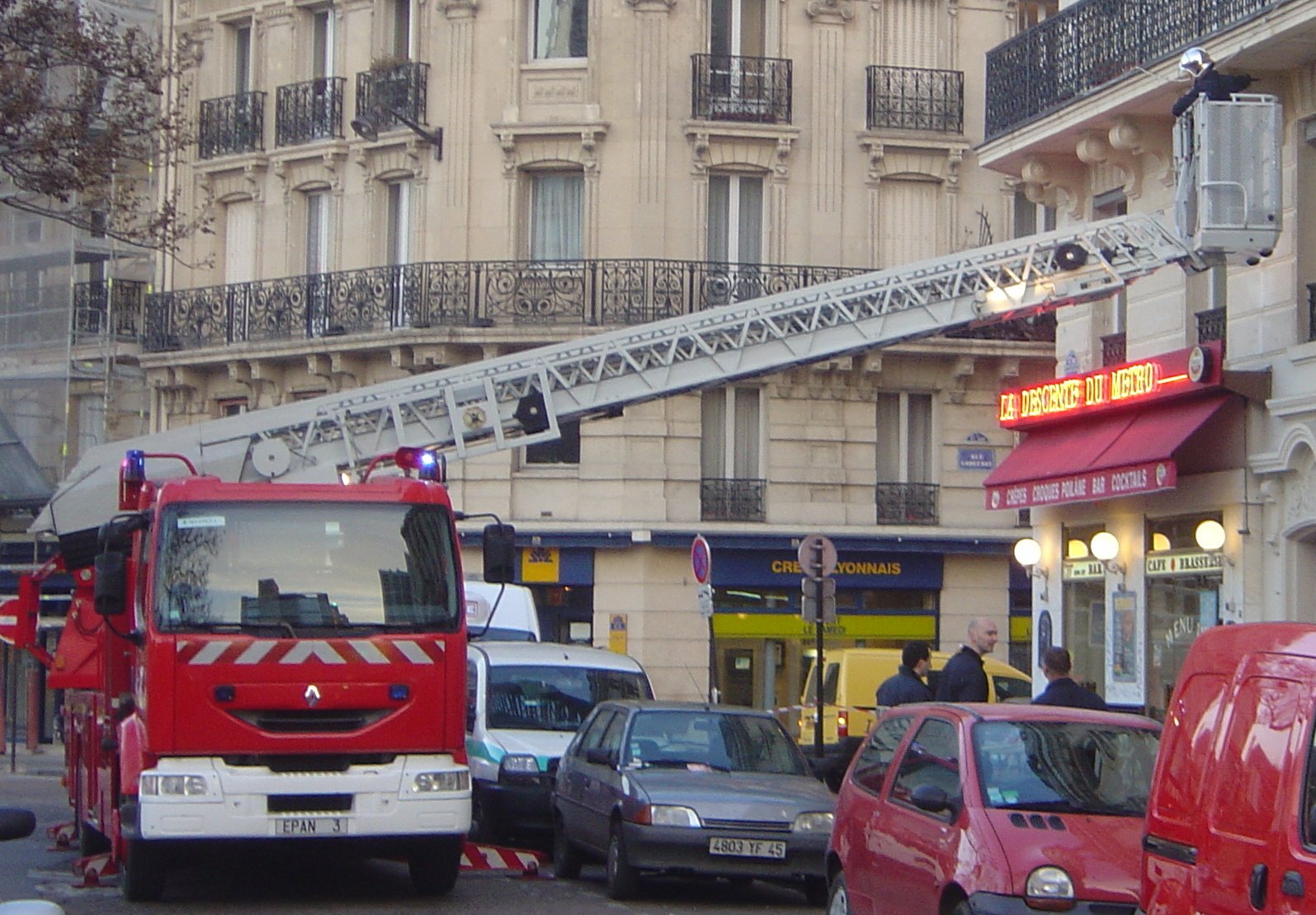
Scala girevole automatica in azione durante un intervento

La Brigade de sapeurs-pompiers de Paris (BSPP) è un reggimento dell'Esercito di Terra con funzioni di difesa civile ed operazioni antincendio. È posta sotto l'autorità del prefetto di polizia e dal 1º settembre 2017 è comandata dal generale Jean-Claude Gallet.

## Storia
Il corpo venne fondato nel 1793 con il nome di Corps des gardes-pompes de la ville de Paris. Dopo l'incendio dell'ambasciata austriaca i 1º luglio 1810, l'imperatore Napoleone il 18 settembre 1811 diede a questo corpo il nuovo nome di Battalion de sapeurs-pompiers de Paris elevandolo ad unità militare. Nel 1867 questi vigili del fuoco presero il nome di Régiment de sapeurs-pompiers de Paris e infine il 1º marzo 1967 quello attuale di Brigade de sapeurs-pompiers de Paris. In seguito alla riorganizzazione delle Forze di Terra francesi avvenuta nel 2016, il corpo è attualmente subordinato al Commandement Terre pour le territoire national.

## Organizzazione

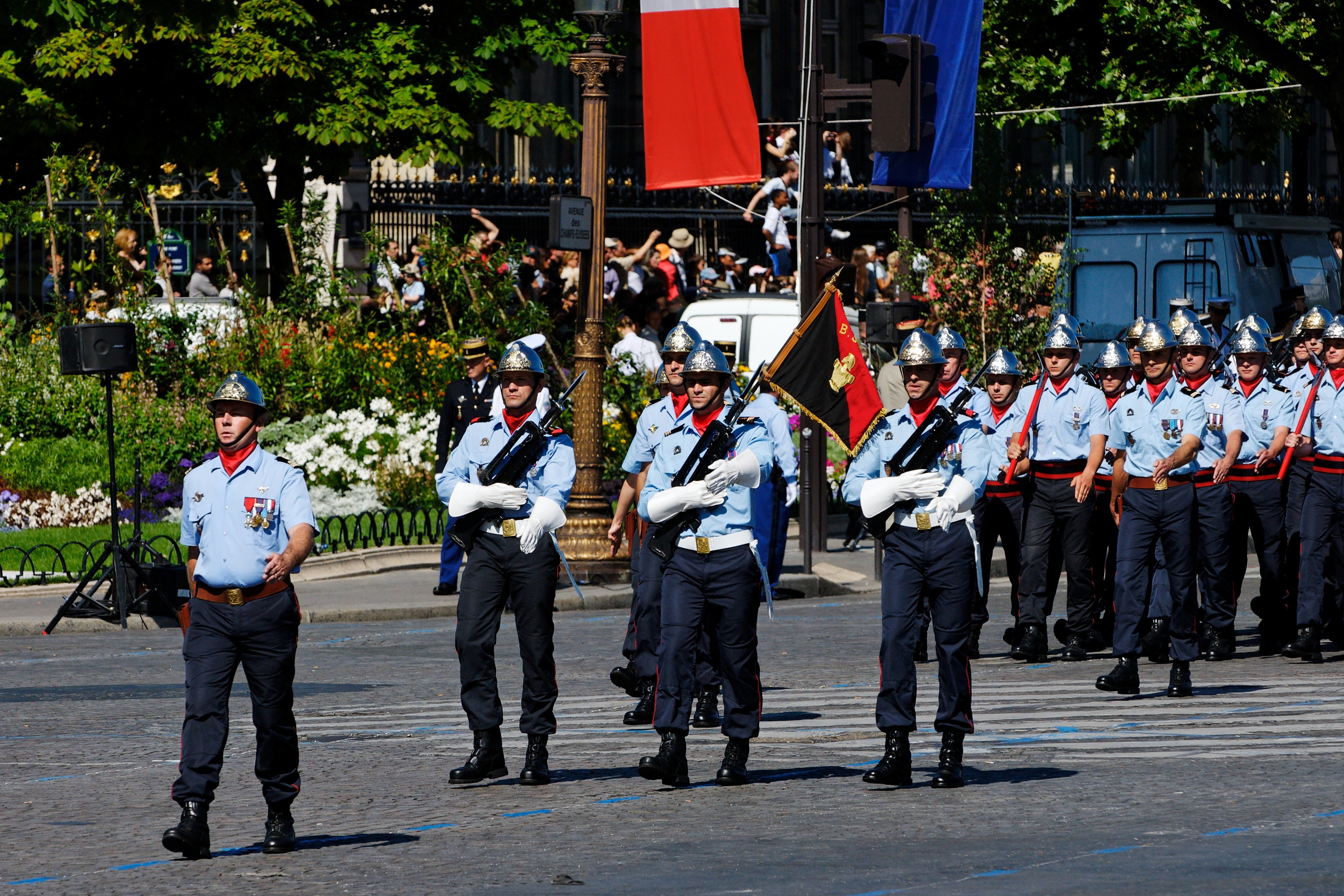
Parata dei Vigili del fuoco di Parigi del 14 luglio 2008 lungo lAvenue des Champs-Élysées

Il corpo ha 76 caserme, di cui tre attrezzate per l'uso della protezione NBC e due per il soccorso in acqua. Sono suddivisi spazialmente in tre gruppi (Groupements d'Incendie et de Secours, sigla GIS):
- il primo comprende la parte nordorientale della metropoli e il dipartimento di Senna-Saint-Denis;
- il secondo include la parte sudorientale della metropoli e il dipartimento della Valle della Marna;
- il terzo gruppo copre la parte occidentale della metropoli e il dipartimento Hauts-de-Seine.

La sua giurisdizione si estende al Centre spatial guyanais, situato a Kourou, nel dipartimento d'oltremare della Guyana francese. 
Il personale è inoltre suddiviso in altri tre gruppi:
- il quarto gruppo (Groupement des Appuis et de Secours, acronimo GAS) comprende gli specialisti del fuoco, di soccorso ad alta quota, salvataggio in acqua, protezione NBC, ricerca e soccorso, ed è responsabile della protezione antincendio per alcuni impianti;
- il quinto gruppo (Groupement de Soutiens et de Secours, sigla GSS) sostiene il corpo nelle aree amministrative, tecniche e logistiche;
- il sesto gruppo (Groupement Formation Instruction et de Secours, abbreviato con le iniziali GFIS) è responsabile della formazione e dell'educazione del personale.

Il centro operativo è ubicato in Place Jules Renard, vicino a Porte de Champerret, nel 17° arrondissement. Il comandante ha il grado di generale di brigata.

## Statistiche
Con personale di 8.600 unità, è il terzo reggimento dei vigili del fuoco del mondo per numero di effettivi dopo il corpo dei vigili del fuoco di Tokyo e il New York City Fire Department (NYFD), con cui è gemellato dal 2002. 
Sono state completate con successo 477.562 missioni nel 2016, con un incremento del 6% rispetto all'anno precedente; la maggior parte (81%) era correlata ad emergenze mediche e solo il 3% agli incendi. La Brigade de sapeurs-pompiers di Parigi è parte integrante delle parate militari annuali che si tengono in occasione dell'anniversario della Presa della Bastiglia ogni 14 luglio. 
Dal 1947 la BSPP pubblica la rivista per gli arruolati Allo Dix-Huit con una tiratura di 18.000 copie.